# Grua coronada negra
La grua coronada negra o grua coronada de coll negre (Balearica pavonina) és una espècie d'ocell de la família dels grúids (Gruidae) que habita aiguamolls i praderies humides africanes, des del sud de Mauritània, Senegal, Gàmbia i Guinea Bissau, cap a l'est, a través de la zona del Llac Txad, fins a Etiòpia i Eritrea. Tot i el nom de Balearica, no hi ha cap indici que aquesta espècie hagi estat mai a les Balears.